# Pawieł Popow
Pawieł Anatolijewicz Popow, ros. Па́вел Анато́льевич Попо́в (ur. 1 stycznia 1957 w Krasnojarsku) – radziecki i rosyjski wojskowy, generał pułkownik, zastępca ministra obrony Federacji Rosyjskiej od 7 listopada 2013, wcześniej – komendant Akademii Obrony Cywilnej MNS Rosji (2004–2008) i zastępca ministra do spraw obrony cywilnej i sytuacji nadzwyczajnych (2008–2013). 

## Życiorys
Po ukończeniu w 1978 Ałmaackiej Wyższej Ogólnowojskowej Szkoły Dowódczej w Ałma-Acie służył w jednostkach radzieckich, stacjonujących w NRD. W 1986 przeniesiony do Dalekowschodniego Okręgu Wojskowego, gdzie objął stanowisko dowódcy batalionu zmotoryzowanego. W 1990 ukończył Akademię Wojskową im. Michaiła Frunzego. Posiada stopień generała pułkownika, nadany 12 czerwca 2004.
W 2020 roku Unia Europejska nałożyła na Popowa osobiste sankcje w związku z otruciem Aleksieja Nawalnego. Osobom objętym sankcjami nie wolno wjeżdżać do krajów UE, korzystać z tranzytu przez te kraje, ich majątek i fundusze w UE są zamrożone, obowiązuje zakaz udzielania im jakiejkolwiek pomocy ekonomicznej ze strony obywateli UE.